# Dama de Sant Llorenç

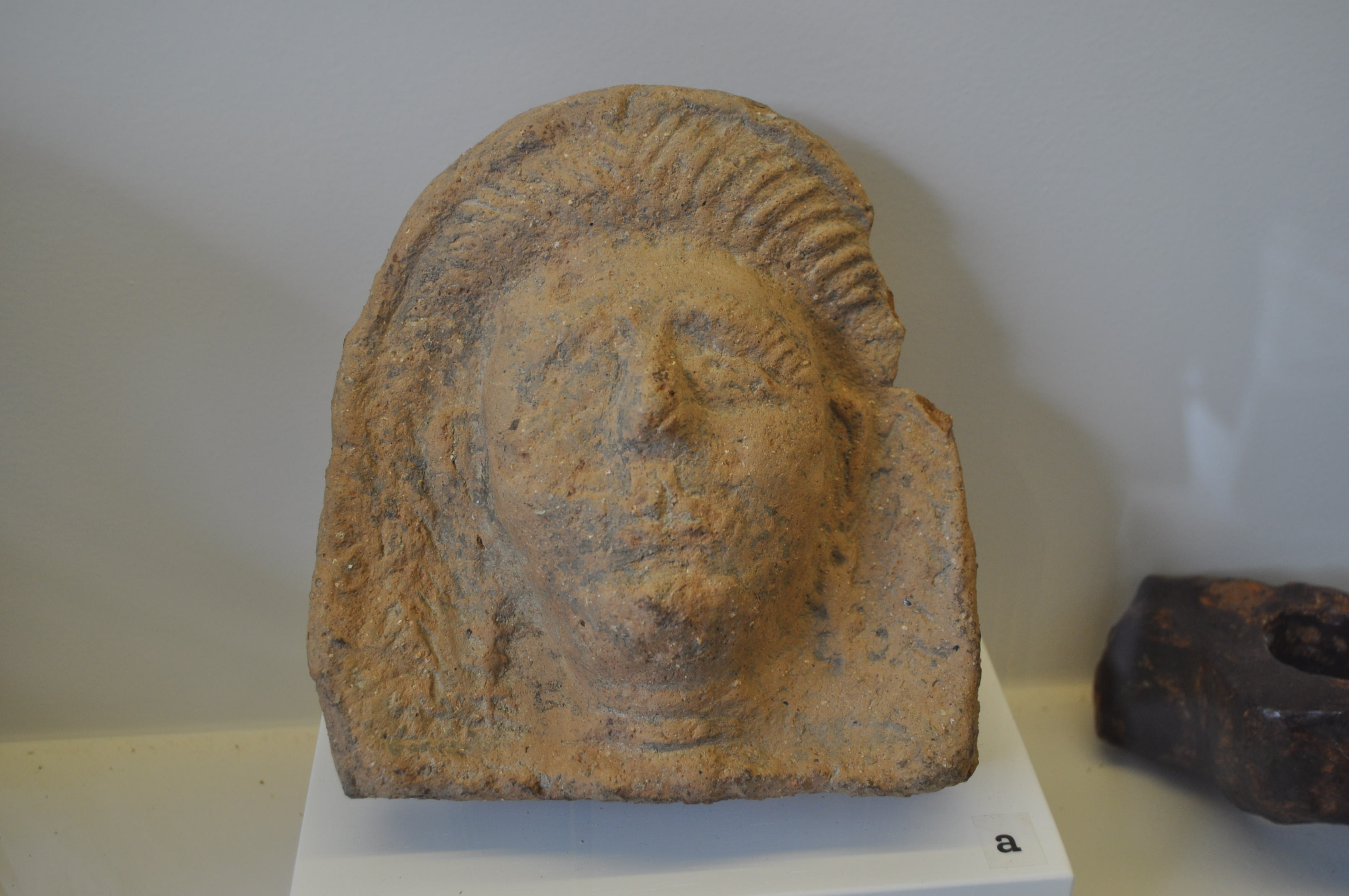
La Dama de Sant Llorenç trobada a Sant Llorenç de Llagostera, actualment exposada a Can Caciques

La Dama de Sant Llorenç és una antefixa decorada amb forma d'un cap femení en relleu trobada a Llagostera, que actualment es troba exposada a Can Caciques. Era un element arquitectònic, una peça que es col·locava a la cornisa d'un edifici per a dissimular l'extrem de les teules. Es va trobar a un jaciment proper a Sant Llorenç de Llagostera amb objectes que daten d'entre finals del segle iii aC i principis del segle I aC. Entre els altres objectes trobats al mateix indret hi ha ceràmiques d'importació itàliques com àmfores i campaniana, una llàntia d'oli, ceràmica ibèrica diversa i dues monedes de bronze.